# Pojistný podvod

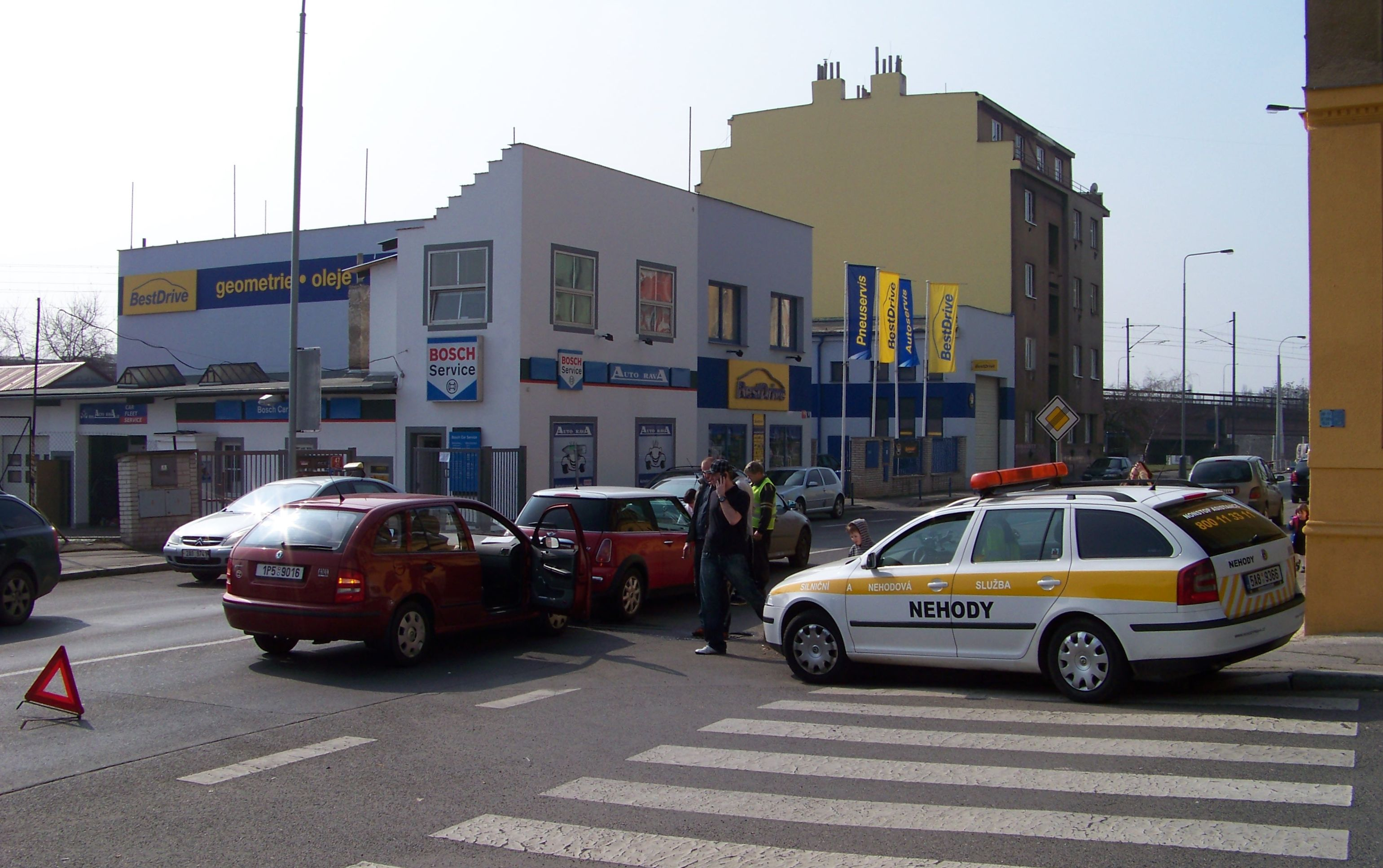
Nejvyšší počet případů pojistných podvodů v České republice ČAP trvale zaznamenává u pojištění motorových vozidel

Pojistný podvod je jednání, kterého se dopouštějí fyzické nebo právnické osoby za účelem získání výhody nebo obohacení se na úkor pojišťovny. V České republice, stejně jako v zahraničí, se jedná o trestný čin, jehož skutková podstata je obsažena v § 210 trestního zákoníku. Pojistného podvodu se dopustí každý, kdo při sjednávání pojistné smlouvy nebo uplatnění nároku na pojistné plnění uvede nepravdivé nebo hrubě zkreslené údaje nebo podstatné údaje zamlčí, nebo úmyslně vyvolá pojistnou událost nebo stav vyvolaný pojistnou událostí udržuje v úmyslu zvýšit vzniklou škodu. Za toto jednání může být viník potrestán zákazem činnosti, propadnutím věci nebo jiné majetkové hodnoty, popřípadě odnětím svobody s trestní sazbou do výše 10 let. Boj proti pojistnému podvodu, který je považován za velmi nebezpečnou formu trestné činnosti zejména pro svoji kvalifikovanost a výskyt jak v oblasti obecné kriminality, tak v oblasti hospodářské kriminality, je zásadní pro celou společnost, neboť neodhalené pojistné podvody vedou ke zhoršení celkového škodného průběhu pojištění s přímým dopadem na výši pojistného všech klientů pojišťoven.

## Znění § 210 trestního zákoníku
(1) Kdo uvede nepravdivé nebo hrubě zkreslené údaje nebo podstatné údaje zamlčí

a) v souvislosti s uzavíráním nebo změnou pojistné smlouvy,

b) v souvislosti s likvidací pojistné události, nebo

c) při uplatnění práva na plnění z pojištění nebo jiné obdobné plnění,

bude potrestán odnětím svobody až na dvě léta, zákazem činnosti nebo propadnutím věci nebo jiné majetkové hodnoty.
(2) Stejně bude potrestán, kdo v úmyslu opatřit sobě nebo jinému prospěch vyvolá nebo předstírá událost, s níž je spojeno právo na plnění z pojištění nebo jiné obdobné plnění, nebo stav vyvolaný pojistnou událostí udržuje, a způsobí tak na cizím majetku škodu nikoli nepatrnou.
(3) Odnětím svobody na šest měsíců až tři léta bude pachatel potrestán, spáchá-li čin uvedený v odstavci 1 nebo 2 a byl-li za takový čin v posledních třech letech odsouzen nebo potrestán.
(4) Odnětím svobody na jeden rok až pět let nebo peněžitým trestem bude pachatel potrestán, způsobí-li činem uvedeným v odstavci 1 nebo 2 větší škodu.
(5) Odnětím svobody na dvě léta až osm let bude pachatel potrestán,

a) spáchá-li čin uvedený v odstavci 1 nebo 2 jako člen organizované skupiny,

b) spáchá-li takový čin jako osoba, která má zvlášť uloženou povinnost hájit zájmy poškozeného, nebo

c) způsobí-li takovým činem značnou škodu.
(6) Odnětím svobody na pět až deset let bude pachatel potrestán,

a) způsobí-li činem uvedeným v odstavci 1 nebo 2 škodu velkého rozsahu, nebo

b) spáchá-li takový čin v úmyslu umožnit nebo usnadnit spáchání trestného činu vlastizrady (§ 309), teroristického útoku (§ 311) nebo teroru (§ 312).
(7) Příprava je trestná.

## Výklad
Pojistný podvod je spáchán ve spojitosti s pojištěním a dopouštějí se ho fyzické nebo právnické osoby za účelem získání výhody nebo obohacení se na úkor pojišťovny. Dochází k němu při sjednání smlouvy nebo při uplatnění nároků z pojistné smlouvy, jsou-li uvedeny nesprávné údaje nebo jsou některé údaje zamlčeny. Za toto jednání může být uvalen trest odnětí svobody se základní sazbou na 2 roky (maximální sazba je 10 let), trest peněžitý, zákaz činnosti či propadnutí věci. Trestní sazba se zvyšuje podle rozsahu způsobené škody nebo v případě, že pachatel tohoto činu je členem organizované skupiny nebo pokud spáchal takový čin s úmyslem umožnit nebo usnadnit spáchání trestného činu vlastizrady, teroristického útoku nebo teroru. Základní skutková podstata (odstavec 1) nevyžaduje způsobení škody na majetku (tzv. ohrožovací trestný čin). K trestnosti postačí nepravdivé uvedení (resp. zatajení) relevantních údajů pro pojistnou smlouvu nebo v souvislosti s likvidací pojistné události nebo pro posouzení nároku na pojistné plnění. Pojistná událost je trestná i tehdy, pokud se podvodné jednání vztahuje pouze na část pojistného plnění. Naopak chybu, neúmyslné zkreslení nebo nedostatek pečlivosti nelze kvalifikovat jako podvod, protože toto jednání nebo opomenutí nezahrnuje úmysl podvádět.
Škodou nikoli nepatrnou se rozumí škoda, která dosahuje částky minimálně 5000 Kč, větší škodou se rozumí škoda dosahující částky nejméně 50 000 Kč, značnou škodu představuje škoda dosahující částky nejméně 500 000 Kč a škoda velkého rozsahu značí škodu dosahující nejméně částky 5 000 000 Kč.

## Druhy pojistných podvodů
Způsoby pojistného podvodu jsou velmi různorodé a existuje široká škála rozsahu jeho páchání. Nejčastěji dochází k této trestné činnosti při zamlčování podstatných údajů či při úmyslném uvádění nepravdivých nebo hrubě zkreslených údajů (věk, zdravotní stav, velikost rizika, výše škody, důvod vzniku, doložené doklady atd.). Dále při úmyslném nadhodnocení náhodně vzniklé škody, při úmyslném způsobení škody (autonehoda, ublížení na zdraví atd.), která je prezentována jako náhodná událost krytá pojištěním. Nezřídka jde též o nadhodnocení majetku při uzavírání pojištění a následně uměle vyvolaná pojistná událost, pojištění již poškozené věci jako nové (např. havarovaného vozidla) nebo při různé kombinaci výše uvedených jednání. Jednou z nejčastějších klasických forem jsou tzv. oportunistické pojistné podvody, při nichž se klienti pojišťoven pokouší skutečnou pojistnou událost využít ke svému obohacení.
Způsoby páchání pojistného podvodu odborníci rozdělují podle toho, zda jsou předmětem tohoto účelného jednání pojistné smlouvy uzavřené v rámci životního pojištění (pojištění osob) nebo neživotního pojištění (pojištění majetku a odpovědnosti za škodu) – to je ještě možno rozdělit na pojištění zákonné nebo smluvní. Pojistné podvody lze rozdělit nejen podle předmětu útoku, ale také podle osoby pachatele, a to na vnější pojistný podvod a vnitřní pojistný podvod. U prve uvedeného je pachatelem pojištěný nebo pojistník, který obvykle nemá spolupachatele mezi zaměstnanci pojišťovny. Naproti tomu u vnitřního pojistného podvodu je pachatelem zaměstnanec pojišťovny, jenž má obvykle za spolupachatele osobu pojištěnou nebo pojistníka.
Po řadu let vévodily statistikám podvody v oblasti pojištění motorových vozidel, které jsou popsány níže. V roce 2018 však Allianz pojišťovna odhalila organizovaný podvod týkající se škod od vodovodního potrubí. Tento podvod byl spáchán formou falešné fotodokumentace a byl vyšetřován již od roku 2013.

### Pojištění motorových vozidel
Nejvíce pojistných podvodů Česká asociace pojišťoven (ČAP) a jednotlivé české pojišťovny evidují ve spojitosti s pojištěním motorových vozidel. Tento druh podvodu lze rozdělit do dvou skupin. První z nich zahrnuje pachatele, kteří se pokouší vymáhat náhradu za údajně zcizená vozidla. Klienti zde protizákonně uvádí pojišťovnu v omyl zejména tím, že se snaží nadhodnotit vozidlo dodatkovou výbavou, která k němu nikdy pořízena nebyla nebo je vymontována ihned poté, co je sjednaná pojistná smlouva. Dále tím, že ve spolupráci se zaměstnanci pojišťoven uzavírají pojistné smlouvy na vozidla, která již byla skutečně odcizena, a antedatováním smlouvy se snaží vzbudit dojem, že vozidlo bylo v době krádeže pojištěno nebo pojišťují vozidla prodaná do zahraničí a de facto pojišťují pouze doklady vozidla. Nezřídka je také pachateli nahlášeno zcizení vozidla, které bylo ve skutečnosti vyvezeno a prodáno do zahraničí nebo deklarují krádež vozidla, které bylo předtím prodáno na náhradní díly na území ČR. Ve druhé skupině pojistných podvodů motorových vozidel dochází k údajným poškozením vozidel při živelních událostech nebo dopravních nehodách. Při sjednávání pojistné smlouvy se pachatelé pokouší uvést pojišťovnu v omyl zejména tím, že se ve spolupráci s pracovníky autoopraven úmyslně nadhodnocují cenu opravy vozidla nebo uvádí výměnu náhradních dílů, které ve skutečnosti nebyly vůbec poškozeny nebo byly pouze opraveny.
K pojistným podvodům nezřídka dochází také u pojištění odpovědnosti za škodu způsobenou provozem motorového vozidla (povinné ručení), kdy pachatelé ve spolupráci s tzv. „dobrým známým“ zinscenují dopravní nehodu a škoda je posléze hrazena z pojistky viníka nebo, stejně jako výše, deklarují výměnu náhradních dílů, které ve skutečnosti nebyly vůbec poškozeny nebo byly pouze opraveny.
Moderním způsobem organizovaného pojistného podvodu u motorových vozidel jsou tzv. „dvojčata“. Ve většině případů jde o luxusní automobily s pojistnou částkou vyšší než 1 milión korun. Vozidlo legálně zaregistrované v zahraničí je v ČR podvodníky přihlášeno na falešné doklady. Organizátoři s tímto duplicitním vozem časem vyjedou na dovolenou do zahraničí, kde nahlásí jeho odcizení. Tento postup je využíván především pro legalizaci kradených vozidel a jejich další transport do třetích zemí.

### Pojištění domácnosti a budov občanů
K pojistnému podvodu velmi často dochází také v pojištění domácnosti a budov občanů včetně rekreačních domácností. Pojištění se většinou vztahuje nejen na stavební součásti a veškeré věci vlastní, ale i zapůjčené a jeho součástí většinou bývá i pojištění odpovědnosti za škodu v běžném občanském životě. Pachatelé pak při uplatňování nároku na pojistné plnění velmi často uvádí nepravdivé údaje tím, že jako odcizené věci deklarují předměty, které vůbec nevlastnili nebo sami zinscenují vloupání. Ve vztahu k pojištění budov je nejčastějším případem páchání pojistného podvodu skutečnost, kdy pachatel s cílem dosáhnout pojistného plnění pojistnou událost úmyslně vyvolá. Nejfrekventovanějším způsobem tohoto protizákonného jednání bývá podpálení pojištěné stavby s cílem získat pojistné plnění, které převyšuje skutečnou hodnotu objektu.

### Pojištění podnikatelů a průmyslu
V této značně frekventované oblasti páchání pojistného podvodu, při níž je úmysl spáchat trestný čin velmi těžce prokazatelný a pachatelé bývají velmi profesionálně připraveni, bývá využito jednak omylu ve faktu činnosti společně s omylem ve faktu události, pod nímž si lze představit zatajování skutečné hodnoty věci při uzavírání pojistné smlouvy. Pojištění je například uzavíráno na bezcenné nebo neprodejné zboží na částku několikrát vyšší než je jeho skutečná hodnota, popřípadě je pojištěno neexistující zboží, které je deklarováno pouze zfalšovanými doklady o jeho existenci. Při této formě podvodu nezřídka bývá opotřebované nebo bezcenné strojní zařízení upraveno tak, aby budilo dojem funkčního, cenného majetku. Pachatelé, ve velké převaze neúspěšní podnikatelé, se posléze neprodejného zboží snaží zbavit založením požáru haly se strojním zařízením nebo zinscenováním krádeže vloupáním do skladu věcí. Neprodejné zboží bývá zapáleno ve skladu, prodejné je vyvezeno do zahraničí, kde je zpeněženo a posléze je v ČR nahlášena jeho krádež.

### Úrazové a životní pojištění
Při této formě pojistného podvodu jde zpravidla o předstírání úrazu, záměrné uvádění nepravdivých informací o původu a rozsahu zranění, falšování lékařských dokumentů, účelové prodlužování doby léčení či nedodržování léčebného režimu, v případě životního pojištění pak jde o vraždu nebo sebevraždu. Tohoto druhu podvodu se pachatelé dopouští při sjednávání pojistné smlouvy (nepravdivé uvedení, zamlčení nebo zkreslení důležitých údajů), při uplatnění nároku na plnění (nepravdivé uvedení, zamlčení nebo zkreslení důležitých údajů. Skutku se zpravidla dopouští pojištěný, oprávněná osoba nebo lékař), při úmyslném vyvolání pojistné události nebo záměrném prodlužování stavu vyvolaného pojistnou událostí s úmyslem zvýšit škodu (sebepoškozování; zejména při trvalých následcích. Dále může jít o úmyslné prodlužování délky léčby nebo vraždu). V tomto směru pojistných podvodů v posledních letech přibývá. Je možné se setkat s činy jako je úmyslné rozdrcení prstů, zlomeniny a podobně. Většinu tohoto podvodného jednání se však velmi rychle podaří odhalit. Viníci své provinění přiznají při policejním výslechu nebo jsou známy i kurioznější záležitosti, kdy údajný poškozený sdílí svůj čin přes sociální sítě.

### Jiné
Dalšími obory, kde je pravděpodobnost páchání pojistného podvodu velmi malá nebo sporadická, je pojištění odpovědnosti za škodu při výkonu povolání, pojištění vážných chorob, pojištění v cestovním pojištění nebo pojištění příjmů v době pracovní neschopnosti.

## Příčiny páchání pojistných podvodů
Příčiny, které stojí za důvody pokusů o pojistný podvod, spočívají především ve změně mentality občana směrem ke konzumnímu způsobu života. Ekonomická krize a nárůst nezaměstnanosti navíc posilují názor, že pojišťovnictví, podobně jako jiné systémy, jež rozdělují finanční prostředky, není nečestné napálit a okrást. Tento názor se odráží i v průzkumech veřejného mínění v řadě států světa (včetně ČR), při nichž bylo zjištěno, že ačkoli je pojistný podvod trestným činem, je považován za něco společensky přijatelného. Řada klientů pojišťoven se například domnívá, že není špatné, pokud si nadsadí částku škody, jelikož řadu let předtím si platili pojistné a žádnou škodu neuplatňovali. Tomuto nezákonnému jednání navíc nahrávají i společenské podmínky, mezi něž patří nízké hodnocení společenské nebezpečnosti, nevelké procento odsouzených pojistných podvodů apod. V souvislosti s ekonomickou krizí například Generali Pojišťovna deklaruje sedmkrát vyšší míru pojistného podvodu než před jejím vypuknutím. Vyjádřeno čísly: v roce 2008 se objem pojistných podvodů u této pojišťovny pohyboval na hranici 10 milionů korun, v roce 2011 se přiblížil částce 74 milionů korun. Mnoho lidí také často žije za hranicí svých finančních možností, zvyšuje se jejich úvěrové zatížení a často se dostávají do finanční tísně. Ačkoli přímá závislost mezi úrovní zadlužení a pojistným podvodem není nikde dokázána, v praxi tito lidé hledají rychlou a jednoduchou cestu k vyřešení svých finančních obtíží. Často může jít o jedince dodržujícího zákon a bez záznamu v trestním rejstříku. Spoléhají se, že riziko z odhalení je malé a sami mají pocit, že velké pojišťovně de facto způsobí jen minimální škodu. Toto jednání je řadí do první skupiny tzv. běžných pachatelů pojistného podvodu. Druhou skupinu nepoctivých klientů, kteří již mají zkušenosti s porušováním zákona nebo si vylepšují své dosavadní příjmy, tvoří tzv. pachatelé se zkušeností s kriminální činností. Nejnebezpečnější pro pojišťovny je však třetí kategorie pachatelů, tvořící celé organizované kriminální skupiny. Ty obvykle používají velmi sofistikované postupy a připravují velmi nákladné pojistné podvody.

## Boj pojišťoven s podvodníky

### Česká republika
Ve srovnání se zahraničím, dosahují aktivity českých pojišťoven v oblasti boje s pojistným podvodem vysokého standardu. Jedná se však o trestnou činnost s vysokou mírou latence a její skutečný rozsah nelze přesně určit. Pro boj s tímto jevem proto pojišťovny zřizují specializované oddělení a investují do moderních technologií a nástrojů, které jim významně pomáhají zvýšit efektivitu činnosti. Většinou jde o systémy automatické detekce nebo systémy pro analýzu dat. Jako první na domácí scéně uvedly do chodu výkonný technologický systém pro detekci pojistných podvodů AFMS (Adastra Fraud Management Systém) ČSOB pojišťovna a pojišťovna Kooperativa. Software je postaven na integrované zákaznické databázi a ke své práci využívá pokročilých technologií a modelů data miningu. Hlavním úkolem systému je operativní zachycení/detekce podvodů s pojistnými událostmi a zvýšení procenta prokázaných podvodů z šetřených případů. Technologií, kterou v boji proti pojistnému podvodu u motorových vozidel otestovala a zavedla Česká pojišťovna a.s., je systém Virtual Crash. Jeho úkolem je provádění analýzy průběhu dopravní nehody obdobné znalecké analýze, při které jsou shromážděny informace od všech účastníků nehody, je provedeno zaměření místa nehody, dojde k prohlédnutí vozidel účastníků nehody i ponehodových stop a následně je provedena samotná analýza nehody. Pro usnadnění odhalování pojistných podvodů mezi pojišťovnami pak Česká asociace pojišťoven v roce 2012 zahájila provoz nového Systému pro výměnu informací o podezřelých okolnostech (SVIPO). Ten již v prvním roce využití zefektivnil práci úředníků odhalujících pojistné podvody o 34 %. Účelem SVIPO je systematicky odhalovat podvody, které jsou páchány napříč trhem, a doplnit tak v současné době využívané metody, jež v tomto odvětví činnosti uplatňují specializované útvary pojišťoven. Úkolem zaměstnanců (detektivů) těchto oddělení není zkoumat všechny pojistné události, ale pouze ty, jež odpovídají určitým kritériím (indikátory pojistného podvodu).

### Zahraničí
V zahraničí funguje odhalování pojistných podvodů na podobných principech jako v ČR. Jedním z největších problémů trhu jsou například v Srbsku, kde nezákonné praktiky v pojistkách ročně způsobují ztrátu ve výši zhruba 2–4 milionů eur. Asociace srbských pojistitelů z tohoto důvodu zajišťuje výměnu údajů o konkrétních případech podvodů mezi pojišťovnami a pro boj s podvodníky vytvořila speciální oddělení. Podobně je na tom i USA, kde se v roce 2006 odhadovalo, že pojistné podvody přišly každého občana na 875 dolarů (cca na 20 000 Kč ročně). Jedny z nejpropracovanějších systémů v boji s pojistným podvodem mají například v Rakousku a v Německu. Zde pro boj s podvodníky od dubna 2011 uvedli do provozu aktualizovanou verzi Hinweis und Informationssystem (HIS), nicméně i přesto je 40% Němců přesvědčeno, že je pojišťovnu možno relativně snadno oklamat. Podle studie Svazu německých pojišťoven 4% procenta německých domácností otevřeně uvedla, že se v posledních pěti letech dopustila pojistného podvodu. Dalších 7% tvrdí, že mají zkušenosti s pojistným podvodem ze svého bezprostředního okolí. Velkým problémem jsou pojistné podvody ve Velké Británii, kde se staly jedním z faktorů, díky němuž nebylo povinné ručení do roku 2011 šestnáct let ziskovým. Jen v roce 2010 britské pojišťovny odhalily na 40 000 fingovaných havárií za 466 miliónů liber.

## Indikátory pojistného podvodu
Indikátorů, které signalizují detektivům pojišťoven, že pojistná událost může být podvodná, je široká škála a dělí se podle vztahu přímo k pojistné smlouvě, pojistníkovi či pojištěnému, tak i k pojišťovně. Počet těchto základních indikátorů je různý u každé pojišťovny, nicméně vždy se pohybuje ve stovkách.
K indikátorům z průběhu pojištění patří například několik škod během krátkého období, přerušení pojištění, časté změny pojistitelů, zatajení dřívějších postihů atd. Mezi osobní indikátory mj. náleží pozdní placení nebo neplacení pojistného, nestandardní nátlak na rychlé vyplacení pojistného plnění v hotovosti, a nikoliv na účet nebo jakékoliv vyhýbavé, nepřátelské nebo příliš kooperativní chování. Mezi dokumentační indikátory patří pozměněné dokumenty, sporná autentičnost dokumentů, nedávné odhodnocení majetku nebo věcí, fotokopie dokladů atd.
Další indikátory se dělí podle druhu pojištění. Při pojištění domácnosti a budov občanů pachatelé sjednávají pojištění s minimem výluk, pojišťovány jsou staré a nemoderní předměty, nemovitost je v době škodné události na prodej, v době škody není přítomna rodina pojištěného ani oblíbená zvířata, pojišťovny ve vztahu k pojistiteli již zaznamenaly podobné škody, u vykradené nemovitosti chybí stopy po násilném vniknutí nebo úniku, pojištěný se vyhýbá kontaktu se zaměstnanci pojišťovny atd. Indikátory podvodu při pojištění podnikatelů (obchodního majetku) mohou mj. být špatný stav provozovny (areálu) nebo zařízení, změna ve vedení společnosti proběhla nedávno nebo je brzy očekávána, podnik propouští zaměstnance, významně se změnil obrat společnosti, společnost omezila svůj provoz nebo je zatížena dluhy či má problém s tokem peněz. Indikátory podvodu u pojištění motorových vozidel bývají rozporné místo škody, propadlá technická prohlídka (případně má její platnost brzy vypršet), neúplná nebo sporná dokumentace o vozidle, součástí nehody bylo najaté vozidlo, vozidlo je v době nehody na prodej, vniknutí do vozidla je v rozporu s uvedenými okolnostmi, vozidlo je nalezeno shořelé atd. Identifikaci podvodu u zdravotního a životního pojištění naznačuje například častá změna pojišťovny, existence dalších pojištění, neslučitelnost poranění s daným popisem, chybějící lékařské potvrzení, nedávný nárůst pojistných částek, plnění a náhrady jsou v rozporu se zaměstnáním (u pracovních úrazů), ve spěchu přiznaná odpovědnost, žádní nebo příliš horlivý svědci atd.

### Trendy v pojistných podvodech
V současnosti se často objevují různé případy pojistných podvodů. Počítáme mezi ně například fingované dopravní nehody, úrazy v exotických destinacích nebo sebepoškozování. Pojistné podvody jsou také často páchány organizovanými skupinami.

|                                  | 2007  | 2008  | 2009  | 2010  | 2011  | 2012  | 2013   | 2014  | 2015   | 2016   | 2017   |
| Pojištění osob                   | 520   | 690   | 523   | 943   | 1 046 | 1 296 | 2 214  | 4 014 | 7 602  | 7 660  | 7 387  |
| Pojištění majetku a odpovědnosti | 654   | 595   | 817   | 967   | 891   | 954   | 1353   | 1438  | 2 133  | 2 599  | 2 831  |
| Pojištění vozidel                | 3 359 | 3 510 | 3 110 | 3 211 | 4 728 | 3 855 | 7 047  | 4 387 | 6 008  | 5 784  | 7 387  |
| Celkem                           | 4 533 | 4 795 | 4 450 | 5 121 | 6 665 | 6 105 | 10 614 | 9 839 | 15 743 | 16 043 | 17 605 |

Roky 2007-2016
Rok 2017

## Prevence

### Současnost
Důležitou strategií v boji proti pojistnému podvodu je prevence. Tu zajišťuje úzká spolupráce pojišťoven s místní policií a školení zaměstnanců pojišťoven, aby dokázali rozpoznat jednání, které signalizuje možnost pojistného podvodu. Významnou roli při odhalení tohoto protizákonného jednání má i konzultace mezi pracovníky služby kriminální policie a vyšetřování a pracovníky pojišťoven, kteří jsou specialisty na vyšetřování jevu pojistného podvodu. Fenomén této trestné činnosti je dále řešen i na mezinárodní úrovni odborníky z různých částí světa, kteří o problematice diskutují na společných seminářích a konferencích.
K prevenci legalizace kradených vozidel jsou v mnoha zemích vedeny registry odcizených vozidel.

V České republice o prevenci v odhalování pojistného podvodu hovoří zákon č. 277/2009 Sb. § 129 odst. 6, jenž stanoví, že: 
| „                                      | Za účelem prevence a odhalování pojistného podvodu a dalšího protiprávního jednání se pojišťovny vzájemně informují a sdílejí informace o skutečnostech týkajících se pojištění fyzických a právnických osob a jeho zprostředkování, včetně informací o zmocněncích účastníků pojištění a dalších osobách zúčastněných na škodné nebo pojistné události, a to i prostřednictvím právnické osoby, která není pojišťovnou, zajišťovnou ani pojišťovacím zprostředkovatelem. | “ |
| — § 129 odst. 6 zákona č. 277/2009 Sb. | |   |

### Počátky prevence pojistného podvodu v ČR
Podle odborníka v oblasti kriminality v pojišťovnictví JUDr. Milana Lehuty, bývalého předsedy kanceláře pojistného podvodu České asociace pojišťoven, lze v České republice do roku 2002 hovořit o pěti etapách prevence proti pojistnému podvodu.
První etapa byla zahájena 13. dubna 1995, kdy došlo na výzvu Evropského pojišťovacího výboru (CEA) a hlasů v českém pojišťovnictví ke zřízení dočasné skupiny pojistný podvod v rámci legislativní sekce ČAP. Obsahem této etapy bylo zejména cíleně získávat odborné materiály o pojistném podvodu a navázat kontakty se zahraničními subjekty.
Druhá etapa je vymezena únorem 1997, kdy na základě rozhodnutí vrcholných orgánů ČAP vznikla stálá pracovní Skupina pro prevenci podvodu (SPS). Cílem této etapy bylo vymezení skutkové podstaty trestného činu pojistného podvodu. Dále probíhaly první pokusy o vytvoření informačního systému ČAP, které se však v tomto stadiu nepodařilo zavést do praxe.
Třetí etapa započala dne 1. ledna 1998 nabytím účinnosti zákona č. 253/1997 Sb., kterým se měnil a doplnil trestní zákon č. 140/1961 Sb. Vrcholem této etapy byla iniciativa ČAP, která publikovala Příručku pro prevenci, vyšetřování a indikaci pojistných podvodů. Význam této etapy byl v začínající orientaci SPS z dosavadní převažující teoretické úrovně na praktickou úroveň (praktické potřeby pojišťoven). Díky pochopení nutnosti boje s pojistným podvodem byly ustanoveny granty pro prevenci a represi pojistných podvodů a byly též vytvořeny speciální útvary, jejichž úkolem bylo cíleně se na problematiku pojistného podvodu zaměřovat. Ve fázi příprav byl také vládní návrh nového zákona o pojišťovnictví, který měl řešit problematiku mlčenlivosti.
Čtvrtá etapa se datuje k 1. dubnu 2000, kdy nabyl účinnosti zákon č. 363/1999 Sb., o pojišťovnictví. Brzy se však ukázalo, že s ohledem na nový zákon o ochraně osobních údajů a díky změně v zákoně č. 101/2000 Sb., se začínají objevovat komplikace. Záhy bylo zjevné, že text zákona o pojišťovnictví je nevyhovující. Zejména se jednalo o ustanovení upravují prolomení mlčenlivosti. V dubnu 2001 pak prezidium ČAP vytyčilo nejdůležitějším cílem vytvoření databáze klientů pojišťoven, kteří se již pokusili o pojistný podvod, byli dlužníky nebo mají vícenásobné pojistky. Orgány ČAP obdržely úkol zpracovat komplexní návrh projektu včetně technických, právních a dalších aspektů.
Pátá etapa je vymezena nabytím účinnosti zákona č. 126/2002 Sb. (novela zákona o pojišťovnictví a dalších právních předpisech). Tímto zákonem došlo k dalšímu zkvalitnění legislativních podmínek pro prevenci a odhalování pojistných podvodů. Vzájemná informovanost se již přestala vázat pouze na pojistníky a pojištěné, kteří se dopustili podvodného jednání, ale je koncipována na skutečnosti týkající se pojištění fyzických a právnických osob při šetření nutném ke zjištění povinnosti pojišťovny plnit.

## Statistiky pojistných podvodů
Počet pokusů o pojistný podvod je u jednotlivých pojišťoven různý. Například pojišťovna Generali z regionálního hlediska považuje za nejexponovanější kraje s touto trestnou činností střední Čechy a Prahu. Následují severní Čechy, severní a jižní Morava. Dlouhodobě nejnižší míra pojistného podvodu se projevuje v Jihočeském kraji. Pojišťovna Kooperativa eviduje největší výskyt pojistných podvodů v Praze, na severní Moravě, Mostecku nebo Ústecku. K nejméně problematickým regionům podle tiskové zprávy z roku 2013 patří východní Čechy a kraj Vysočina. Také podle statistiky České pojišťovny bylo nejvíce pojistných podvodů v roce 2012 evidováno v Praze a dále krajích Jihočeském, Plzeňském, Královéhradeckém a Středočeském. Nejméně se podle České pojišťovny naopak podvádělo na Vysočině a v krajích Jihomoravském a Zlínském.
Celosvětové statistiky uvádějí, že známky pojistného podvodu může vykazovat zhruba 14% všech pojistných událostí. Alespoň jednou za život se svou pojišťovnu v oblasti pojištění motorových vozidel údajně pokusí podvést až 35% pojištěnců. V západní Evropě patří mezi nejčastější podvody případy v pojištění odpovědnosti.
| Všechny šetřené případy pojistných podvodů ve specifikovaných oborech pojištění v roce 2010 |               |                             |                             |
| Obor pojištění                                                                              | Počet případů | Výše nárokových plnění (Kč) | Výše prokázané hodnoty (Kč) |
| Pojištění vozidel                                                                           | 3211          | 593 969 000                 | 302 904 000                 |
| Pojištění přepravy                                                                          | 21            | 8 490 000                   | 6 353 000                   |
| Pojištění majetku a odpovědnosti                                                            | 967           | 460 324 000                 | 268 517 000                 |
| Pojištění osob                                                                              | 943           | 63 378 000                  | 47 213 000                  |
| Celkem                                                                                      | 5142          | 1 126 161 000               | 624 987 000                 |

| Všechny šetřené případy pojistných podvodů ve specifikovaných oborech pojištění v roce 2011 |               |                             |                             |
| Obor pojištění                                                                              | Počet případů | Výše nárokových plnění (Kč) | Výše prokázané hodnoty (Kč) |
| Pojištění vozidel                                                                           | 4728          | 627 142 000                 | 329 730 000                 |
| Pojištění přepravy                                                                          | 17            | 4 018 000                   | 1 317 000                   |
| Pojištění majetku a odpovědnosti                                                            | 891           | 895 933 000                 | 425 569 000                 |
| Pojištění osob                                                                              | 1046          | 84 555 000                  | 82 461 000                  |
| Celkem                                                                                      | 6682          | 1 611 648 000               | 839 077 000                 |

| Všechny šetřené případy pojistných podvodů ve specifikovaných oborech pojištění v roce 2012 |               |                             |                             |
| Obor pojištění                                                                              | Počet případů | Výše nárokových plnění (Kč) | Výše prokázané hodnoty (Kč) |
| Pojištění vozidel                                                                           | 3855          | 618 120 000                 | 371 495 000                 |
| Pojištění přepravy                                                                          | 38            | 21 748 000                  | 19 079 000                  |
| Pojištění majetku a odpovědnosti                                                            | 954           | 805 430 000                 | 562 831 000                 |
| Pojištění osob                                                                              | 1296          | 122 814 000                 | 111 171 000                 |
| Celkem                                                                                      | 6143          | 1 568 112 000               | 1 064 576 000               |